# Savolaisensaari (ö i Södra Savolax)
Savolaisensaari är en ö i Finland. Den ligger i sjön Pyhäjärvi och i kommunen Pieksämäki i den ekonomiska regionen  Pieksämäki ekonomiska region  och landskapet Södra Savolax, i den södra delen av landet, 250 km norr om huvudstaden Helsingfors. Öns största längd är 40 meter i nord-sydlig riktning.